# Лютик (платформа)
Лю́тик — остановочный пункт Большого кольца Московской железной дороги на участке Яганово — Воскресенск. Расположена в городском округе Ступино Московской области вблизи деревни Алфимово.
Платформа сооружена в 1968 году. Остановочный пункт имеет две низких прямых боковых укороченных платформы: при этом северная платформа (на Яганово) короче южной и может обслуживать только четыре вагона поезда (южная — пять). Платформа имеет частичное освещение. С восточной стороны вблизи платформам проходит железнодорожный переезд автомобильной дороги Ступино — Костомарово — Алфимово. С западной стороны рядом с северной платформой расположено кирпичное строение многофункционального комплекса технических средств «КТСМ 27-й км». Именно из-за зажатости между переездом и будкой КТСМ северная платформа короче южной. Какие-либо иные железнодорожные здания и сооружения на платформах и вблизи отсутствуют.
На платформе ежедневно останавливаются: 2 пары электропоездов, курсирующих по маршруту Михнево — Воскресенск — Куровская, и 1 пара электропоездов, курсирующих по маршруту Жилёво — Воскресенск — Куровская. Билетные кассы на платформе отсутствуют. Среднее время в пути электропоезда от платформы Лютик до станции Жилёво – 50 минут, до станции Михнево — 35 минут, до Воскресенска — 1 час.
На пересекаемой автомобильной дороге вблизи платформы имеется остановка «Переезд» автобусного маршрута № 32 Малино — Васьково. Прямое автобусное сообщение с райцентром Ступино отсутствует.
На некоторых топографических картах (в том числе туристических) и в атласах платформа Лютик неправильно обозначена восточнее и на значительном расстоянии от переезда. Этот нюанс может стать неприятным сюрпризом для туристов, рассчитывающих воспользоваться данной платформой и не знакомых с реальным положением дел.

## Галерея

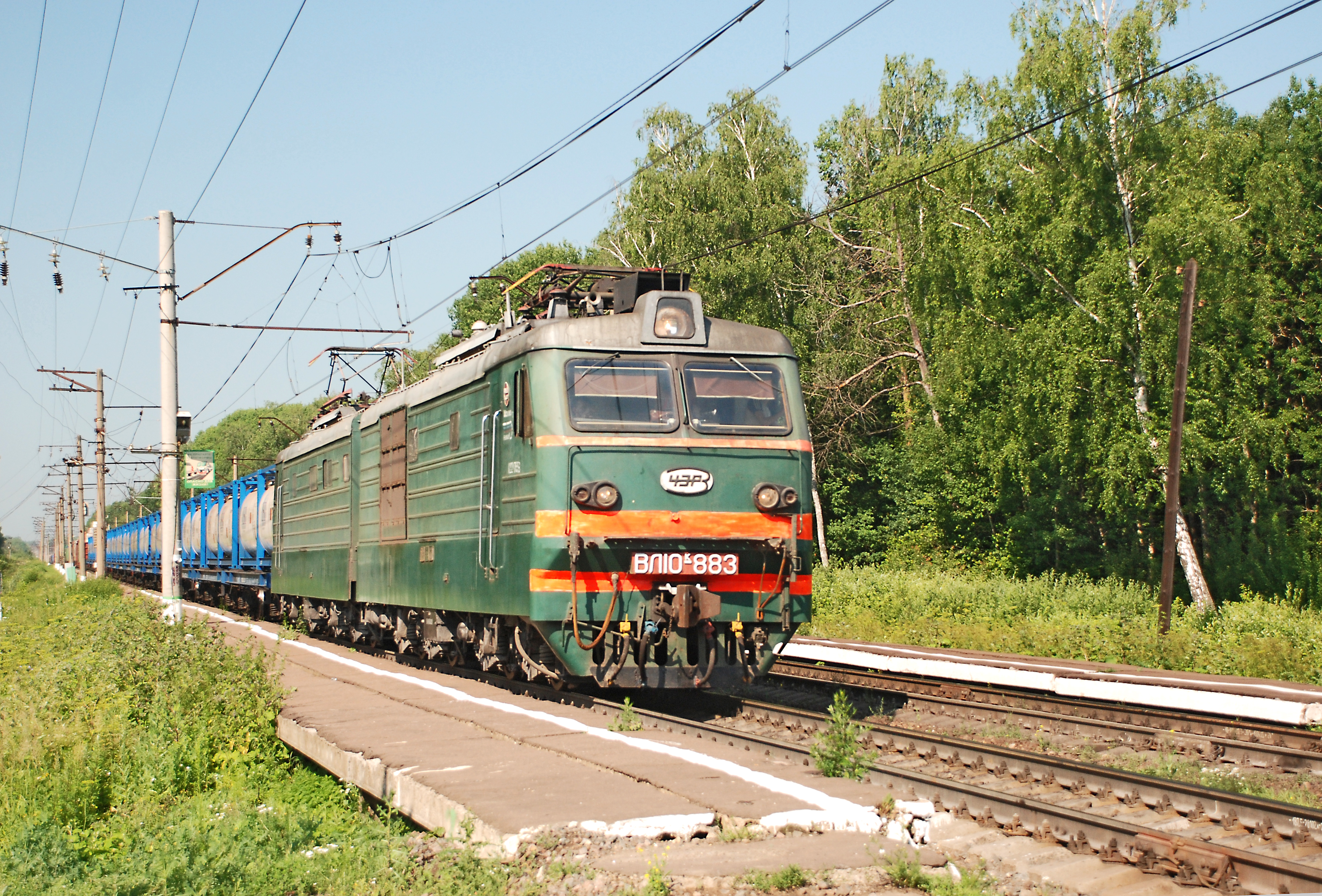
ВЛ10К-883 проезжает о.п. Лютик
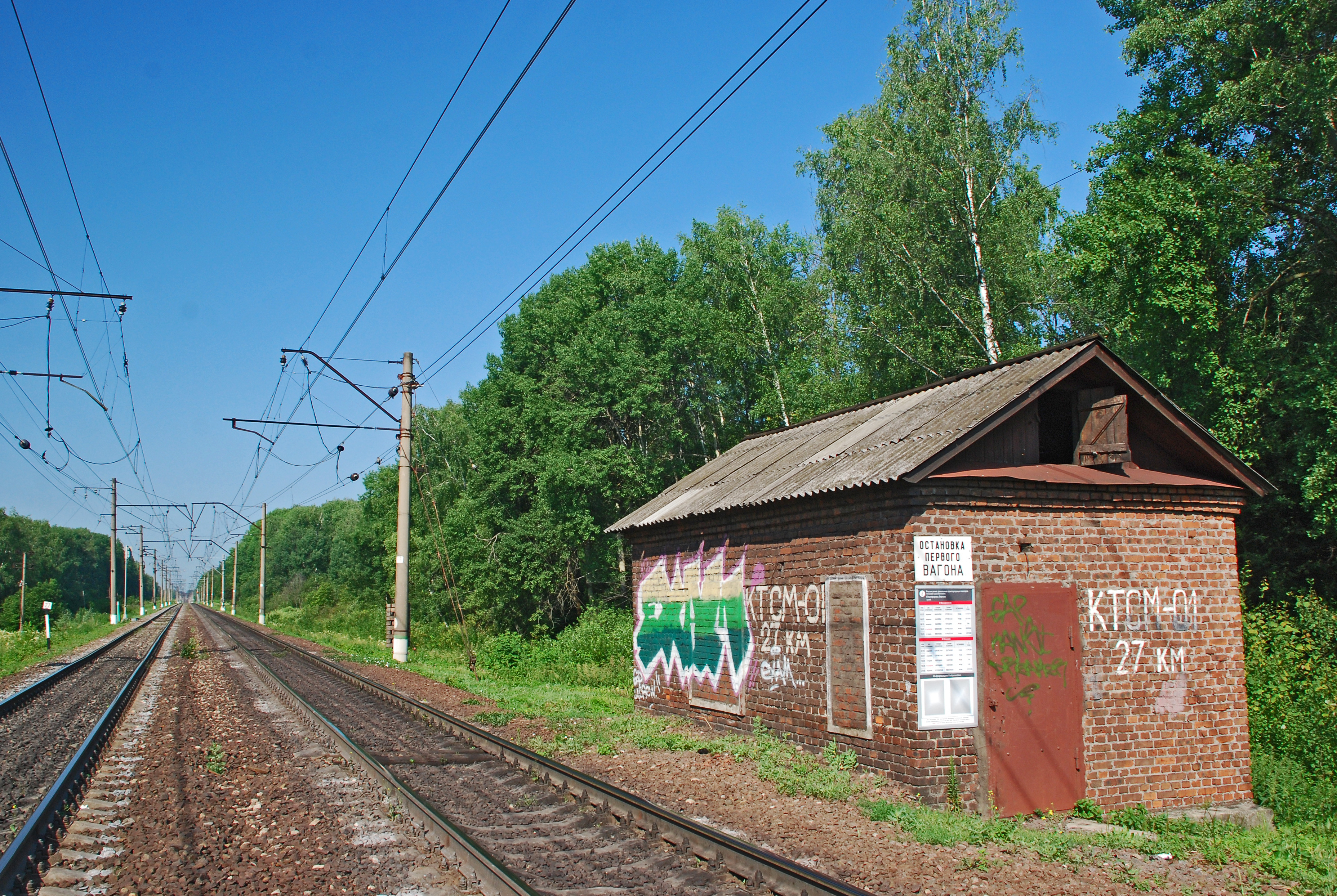
КТСМ
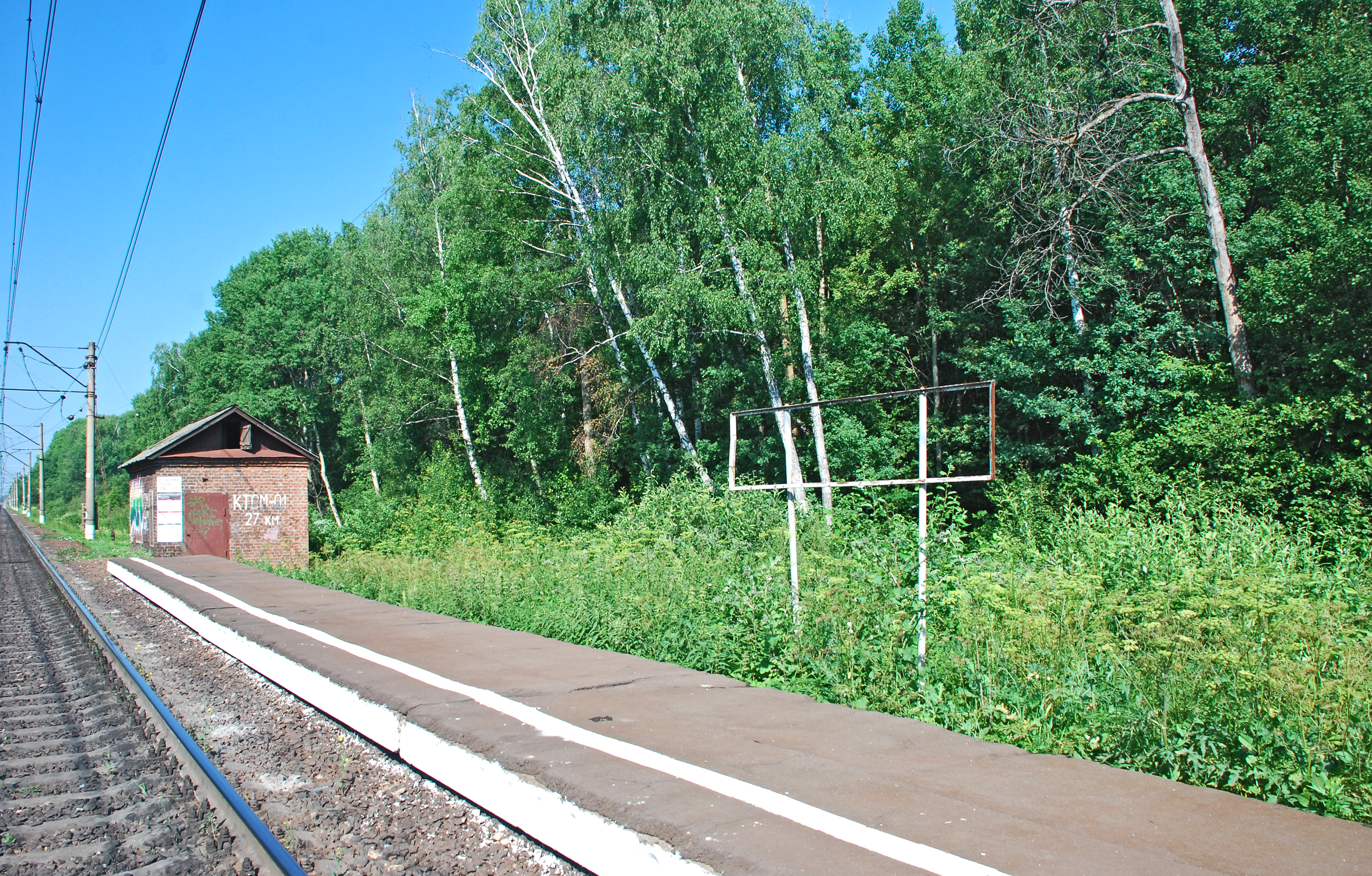
Платформа на Яганово